# Праст, Карл Оге
Карл Оге Андерсен Праст (дат. Karl (Carl) Aage Andersen Præst; 26 февраля 1922, Копенгаген — 19 ноября 2011, Фредериксберг, Ховедстаден) — датский футболист, нападающий.

## Биография
Карл Оге Праст родился 26 февраля 1922 года в Копенгагене, он был зачат вне брака и отец ребёнка не хотел иметь ничего общего с его матерью. Для того, чтобы у сына было нормальное детство, мать отправила его в Фредериксхавн к дяде и тёте, которые работали морским механиком и управляющей маленьким магазинчиком молока и сыров соответственно. Они воспитывали Карла, как своего сына, а потому до 11-ти лет тот думал, что они и есть его настоящие родители, а свою мать он считал «тётей Тиной» из Копенгагена. В возрасте 6-ти лет, его тётя умерла, а потому он, вместе с дядей переехал на дедушкину ферму Гренаа, где провёл 5 лет. Там Карл и полюбил футбол, которым очень увлекался другой его дядя Расмус, который, вместе с учителем Карла, Лансгаардом, очень любил гонять мяч.
В 11 лет переехал к матери в Копенгаген, там он начал ходить в Королевский датский приют для мальчиков, которая находилась рядом с домом Праста, в этой школе учились сыновья вдов, сироты и прочие не очень обеспеченные люди. В школе практиковались телесные наказания за многие провинности, за неуспеваемость, за недостаточно чистую обувь или одежду, попадало и Прасту. Вскоре Карл узнал от матери своё происхождение, сначала это пугало его, но он быстро привык и стал называть тётю Тину мамой, а её мужа — отцом.
В 1936 году Праст пришёл в футбольную секцию клуба «Остербро», благодаря Асгеру Йенсену, его школьному учителю, по совместительству работающему тренером в этой команде. Он учился в школе, а после занятий играл в футбол, с такими же мальчишками, как и он сам.
Через некоторое время, после окончания войны, Праст начал играть в первой команде клуба и даже попал в сборную Дании, дебютировав в команде 24 июня 1945 года в матче со сборной Индии в Стокгольме, игра завершилась со счётом 2:1 в пользу хозяев. А уже в 1947 году Праст играл на левом фланге нападения сборной Европы, выступавшей против сборной Италии. Через 3 года Праст поехал в составе сборной на Олимпиаду 1948, на которой команда стала бронзовым призёром, проиграв в полуфинале шведам, а сам Праст провёл на турнире 4 матча.
После Олимпиады талантливые датчане разъехались по Европе, Праст оказался в Италии, перейдя в 1949 году в клуб «Ювентус» (переход должен был состояться ещё годом раньше, но Праст не согласился на переезд из-за очень тяжёлой болезни его жены Лиззи, грозившей кончиной девушки). Поначалу Праст даже отказывался от переезда в Турин, но Джон Хансен, соотечественник и игрок «бьянконери», уговорил своего партнёра на переезд. Прасту за переход «Юве» заплатил 130 тыс. долларов и поставил зарплату 1200 долларов, что сразу сделало игрока очень богатым, ведь футбол в Дании не имел профессионального статуса, а потому там заработки были ничтожны, Праст сразу начал помогать своей матери, сделав её существование безбедным. В «Ювентусе» Праст играл на позиции левого полузащитника, а затем переместился в центр на место атакующего полузащитника, за спины Бониперти и Хансена, снабжая их передачами, но особенно изумлял дриблинг Праста, змеевидный с зигзагами бега и колебаниями тела. В составе «Старой Синьоры» Праст провёл 232 матча и забил 51 гол, дважды став чемпионом Италии.
В 1956 году Праст вернулся в Данию, повесив бутсы на гвоздь, его дочь пошла в школу, а Карл начал тихую семейную жизнь.
19 ноября 2011 года Праст умер.

## Статистика

### Клубная
| 19??-19?? | Остербро | Суперлига | ?  | ?  | ? | ? | ? | ? |
| 1948/49   | Фрем     | Суперлига | ?  | ?  | ? | ? | ? | ? |
| 1949/50   | Ювентус  | Серия А   | 37 | 11 | 0 | 0 | 0 | 0 |
| 1950/51   | Ювентус  | Серия А   | 37 | 16 | 0 | 0 | 0 | 0 |
| 1951/52   | Ювентус  | Серия А   | 35 | 3  | 1 | 0 | 1 | 0 |
| 1952/53   | Ювентус  | Серия А   | 30 | 10 | 0 | 0 | 0 | 0 |
| 1953/54   | Ювентус  | Серия А   | 34 | 5  | 0 | 0 | 0 | 0 |
| 1954/55   | Ювентус  | Серия А   | 34 | 6  | 0 | 0 | 0 | 0 |
| 1955/56   | Ювентус  | Серия А   | 25 | 0  | 0 | 0 | 0 | 0 |
| 1956/57   | Лацио    | Серия А   | 7  | 0  | 0 | 0 | 0 | 0 |

- Для Италии — Латинский Кубок

### Матчи Праста за сборную Дании
| Матчи Праста за сборную Дании | Матчи Праста за сборную Дании | Матчи Праста за сборную Дании | Матчи Праста за сборную Дании | Матчи Праста за сборную Дании | Матчи Праста за сборную Дании       |
| ----------------------------- | ----------------------------- | ----------------------------- | ----------------------------- | ----------------------------- | ----------------------------------- |
| №                             | Дата                          | Соперник                      | Счёт                          | Голы Праста                   | Соревнование                        |
| 1                             | 24 июня 1945                  | Швеция                        | 1:2                           | —                             | Товарищеский матч                   |
| 2                             | 9 сентября 1945               | Норвегия                      | 5:1                           | 1                             | Товарищеский матч                   |
| 3                             | 30 сентября 1945              | Швеция                        | 1:4                           | —                             | Товарищеский матч                   |
| 4                             | 16 июня 1946                  | Норвегия                      | 1:2                           | —                             | Товарищеский матч                   |
| 5                             | 23 июня 1946                  | Швеция                        | 3:1                           | 1                             | Товарищеский матч                   |
| 6                             | 8 июля 1946                   | Норвегия                      | 2:0                           | 1                             | Товарищеский матч                   |
| 7                             | 1 сентября 1946               | Финляндия                     | 5:2                           | 1                             | Товарищеский матч                   |
| 8                             | 6 октября 1946                | Швеция                        | 3:3                           | 1                             | Товарищеский матч                   |
| 9                             | 20 октября 1946               | Норвегия                      | 7:1                           | 2                             | Товарищеский матч                   |
| 10                            | 15 июня 1947                  | Швеция                        | 1:4                           | —                             | Чемпионат Северной Европы 1937—1947 |
| 11                            | 20 июня 1947                  | Чехословакия                  | 2:2                           | 1                             | Товарищеский матч                   |
| 12                            | 26 июня 1947                  | Швеция                        | 1:6                           | —                             | Товарищеский матч                   |
| 13                            | 21 сентября 1947              | Норвегия                      | 5:3                           | 2                             | Чемпионат Северной Европы 1937—1947 |
| 14                            | 5 октября 1947                | Финляндия                     | 4:1                           | 2                             | Чемпионат Северной Европы 1937—1947 |
| 15                            | 12 июня 1948                  | Норвегия                      | 1:2                           | —                             | Чемпионат Северной Европы 1948—1951 |
| 16                            | 26 июня 1948                  | Польша                        | 8:0                           | 3                             | Товарищеский матч                   |
| 17                            | 31 июля 1948                  | Египет                        | 3:1                           | —                             | Олимпийские игры 1948               |
| 18                            | 5 августа 1948                | Италия                        | 5:3                           | —                             | Олимпийские игры 1948               |
| 19                            | 10 августа 1948               | Швеция                        | 2:4                           | —                             | Олимпийские игры 1948               |
| 20                            | 13 августа 1948               | Великобритания                | 5:3                           | 2                             | Олимпийские игры 1948               |
| 21                            | 26 сентября 1948              | Англия                        | 0:0                           | —                             | Товарищеский матч                   |
| 22                            | 10 октября 1948               | Швеция                        | 0:1                           | —                             | Чемпионат Северной Европы 1948—1951 |
| 23                            | 12 июня 1949                  | Нидерланды                    | 1:2                           | —                             | Товарищеский матч                   |
| 24                            | 19 июня 1949                  | Польша                        | 2:1                           | —                             | Товарищеский матч                   |

Итого: 24 матча / 17 голов; 12 побед, 3 ничьи, 9 поражений.

## Достижения
- Чемпион Италии: 1950, 1952